# Synonchiella riemanni
Synonchiella riemanni är en rundmaskart. Synonchiella riemanni ingår i släktet Synonchiella, och familjen Selachinematidae. Arten är reproducerande i Sverige.